# Ely and Clydach Valleys Railway
Die Ely and Clydach Valleys Railway war eine britische Eisenbahngesellschaft in Glamorganshire in Südwales.
Die Gesellschaft wurde am 5. August 1873 gegründet. Die sechs Kilometer lange Bahnstrecke der Gesellschaft führte von Penygraig nach Blaen Clydach. In Blaen Clydach wurde die Kohlegrube Cambrian Colliery angeschlossen. In Penygraig bestand ein Übergang zur Ely Valley Railway. Die Strecke wurde am 10. August 1878 eröffnet.
Am 13. Juli 1876 übernahm die Great Western Railway die Aktienmehrheit und zum 6. August 1880 wurde die Ely and Clydach Valleys Railway in die GWR integriert. Am 3. April 1967 wurde im Rahmen der Beeching-Axt die Strecke stillgelegt.